# Stora Fjäderägg
Stora Fjäderägg (Västerbottniska Stórfjeregg) är ett cirka 1,8 x 1,3 km stort skär i Holmöskärgården. Denna ö har besökts av människor sedan länge och ett tecken på detta är en silverring som hittades på ön år 1911, ringen härstammar från Polen eller Baltikum. Många fornlämningar finns på platsen, exempelvis kompassrosor och tomtningar. Fiske och säljakt har bedrivits sedan länge och redan år 1729 invigdes ett kapell för dem som var där under sommaren. Ön är av riksintresse för kulturmiljövården.

## Historia
År 1851 uppfördes en sex meter hög fyr som vägledning för sjöfarande i de svårnavigerade farvattnen i norra Kvarken. Samtidigt uppfördes de första fyrvaktarbostäderna. Det behövdes nämligen personal för att sköta fyren som drevs med ett urverk och rovolja som ljuskälla. År 1888 byggdes även ett kummel för att guida fiskarna till de bästa fiskeplatserna. När kumlet på Stora Fjäderägg är ens med fyren samtidigt med två kummel på Ängesön visste fiskarna att de var på rätt plats. År 1903 uppfördes en fristående fyrmästarbostad.
År 1914 revs kapellet och samma år höjdes fyren till 13 meter. För att förhindra förlisningar när det är så dimmigt att fyrens ljus inte syns byggdes 1915 en mistlur som fick namnet ”Geten”. Den drevs av en stor tank med tryckluft (som finns kvar på plats i mycket rostigt skick) och som lät ungefär som en get (därav namnet). Detta bröl skulle varna båtarna om öns närvaro, så att de slapp grundstöta på skäret eller bådarna i trakten.
Under hösten 1917 blev dimman så tjock att själve fyrmästaren inte hittade tillbaka från stranden till bostäderna, varefter ett räcke byggdes från fyren österut. Räcket är numera borttaget men rostiga spår efter dess stolpar syns fortfarande.
År 1933 utbyggdes fyrvaktarbostaden med ytterligare en lägenhet. År 1965 kom elektriciteten till ön, vilket innebär att fyren kunde automatiseras och utrustas med elektriska 1000 watt-lampor. Kort därefter, i oktober 1967, avfolkades skäret inför vintern. Sommaren år 2008 meddelade Sjöfartsverket att fyren släckts permanent. Verket ansåg att fyren ej var viktig för den kommersiella sjöfarten längre.

## Fågelstation och vandrarhem
I fyrmästarbostaden huserar sedan 1986 västerbottensornitologerna som vår och höst ringmärker flyttfåglar på ön. Den stora helgolandsfällan som är ett stort trattformat fågelnät uppfördes 2004. Förutom ett rikt fågelliv kännetecknas ön av att svampskörden vissa år kan bli riktigt stor. I fyrvaktarbostäderna finns sedan 2001 ett STF-vandrarhem. Det är öppet från början av juni till mitten av september och drivs av Fyrvaktaren HB på uppdrag av Holmöns Båtmuseum.

## Bilder

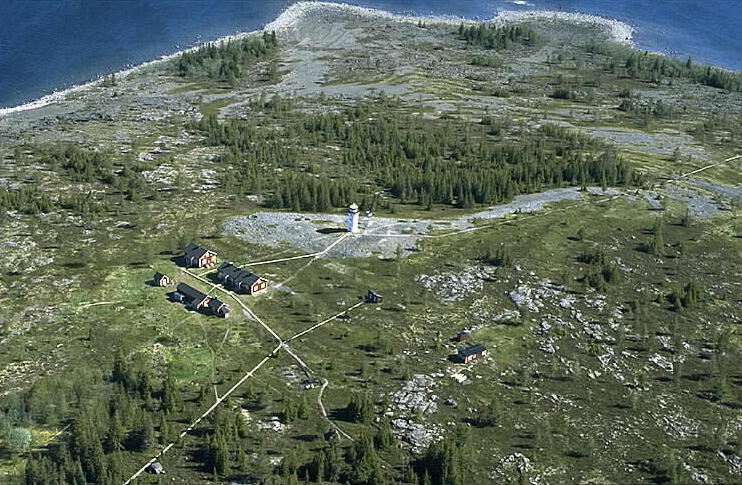
Flygbild.
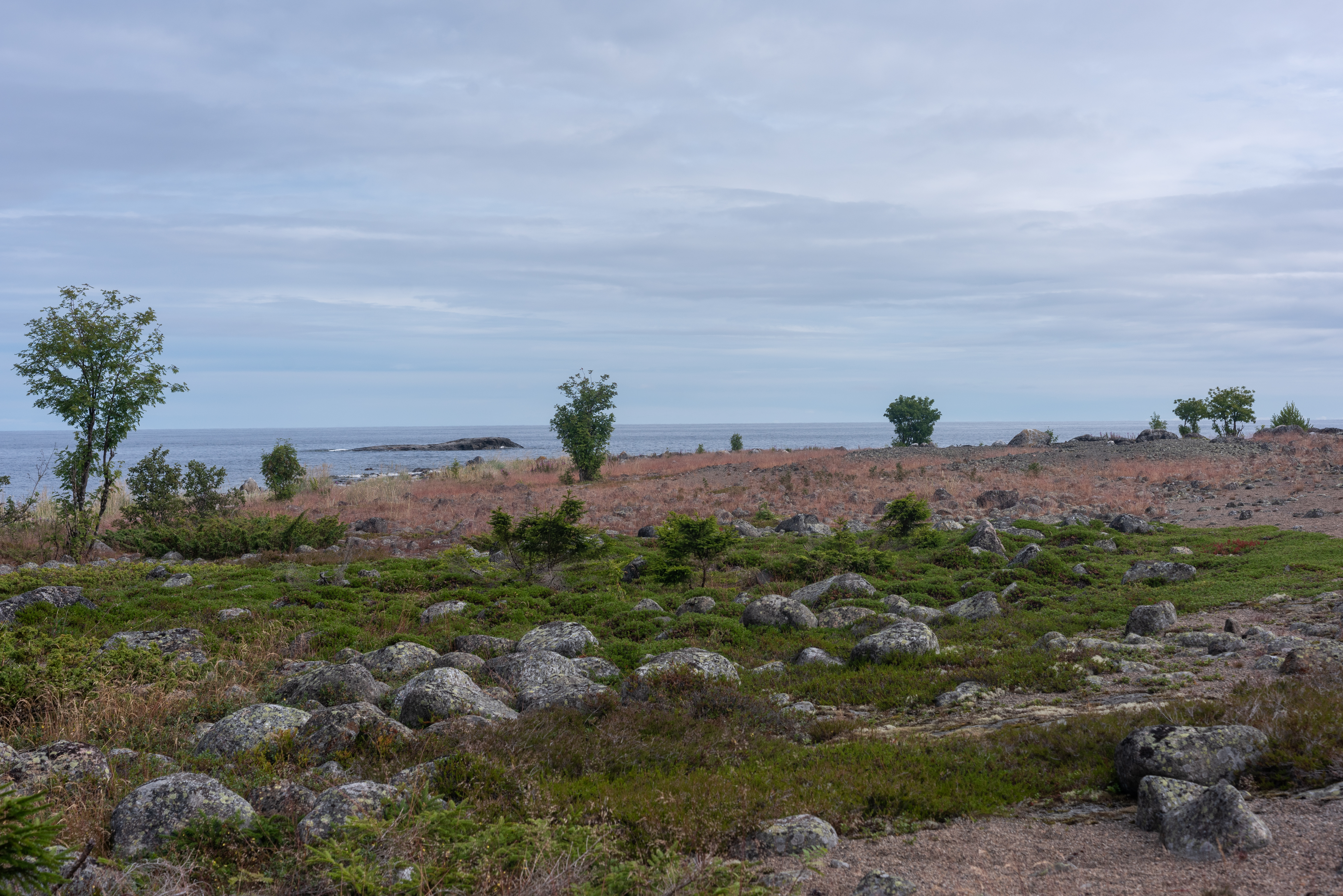
Landskap på ön.
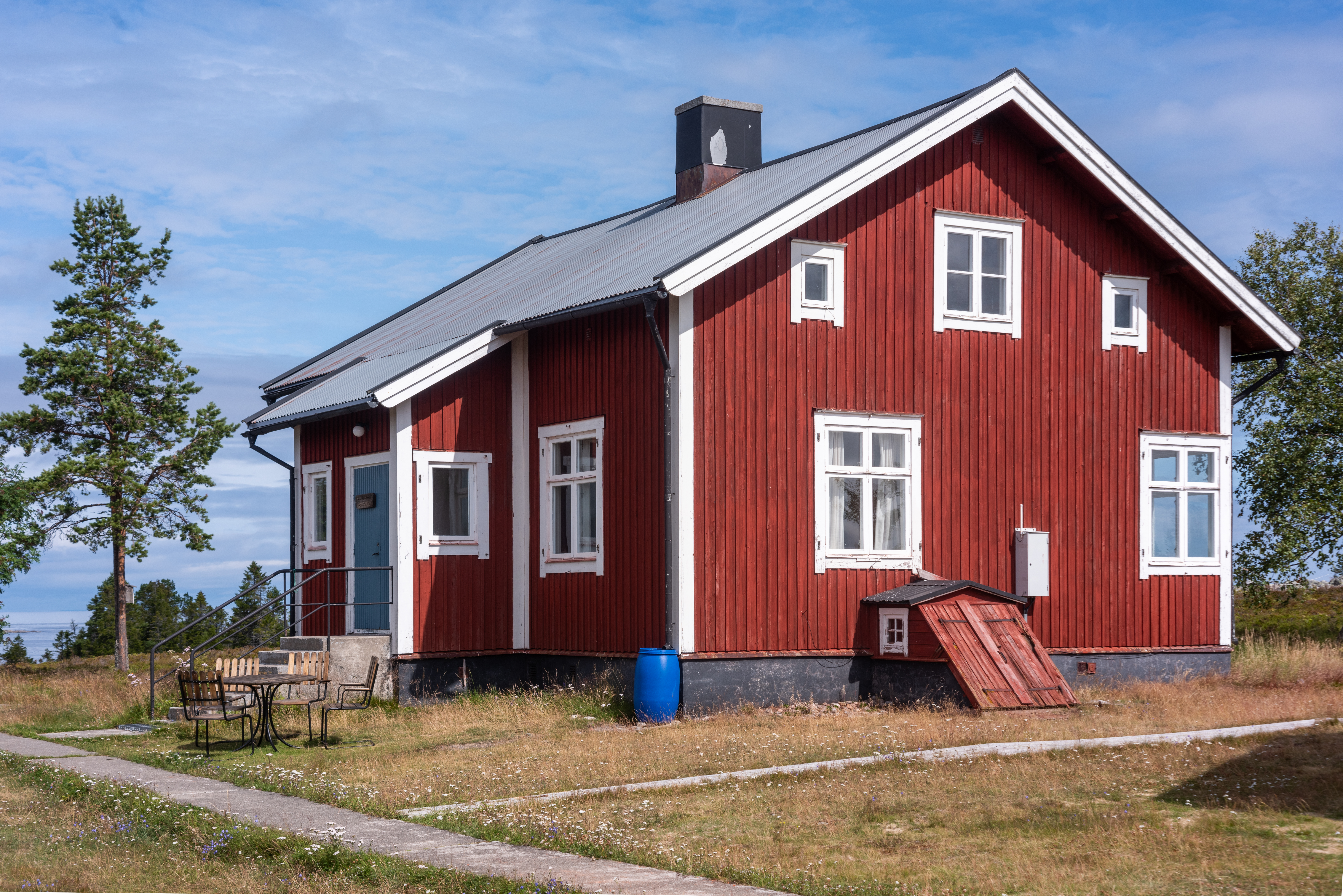
Fyrmästarbostaden som inrymmer Stora Fjäderäggs fågelstation.
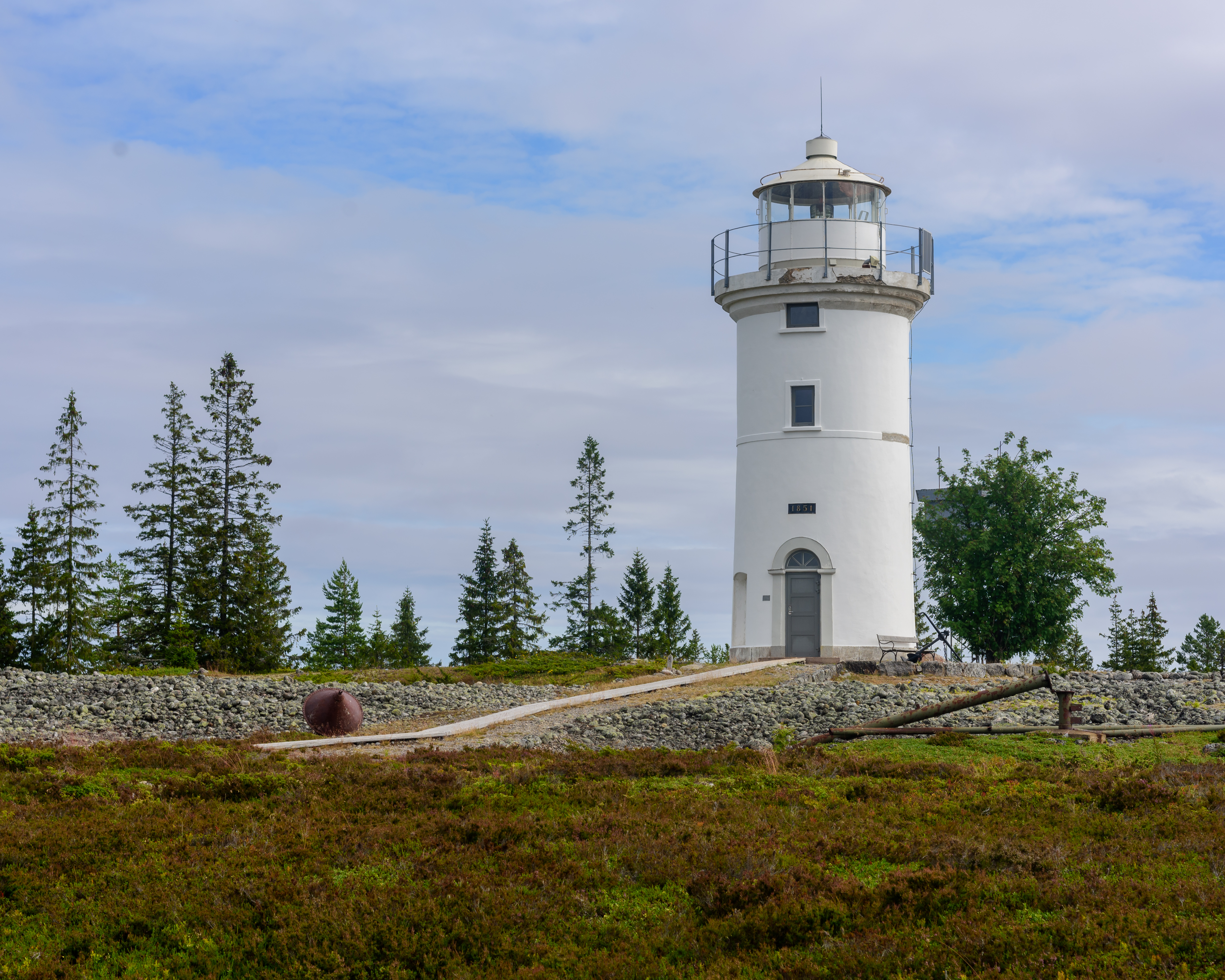
Fyren.